# Gilles Morin
Pour les articles homonymes, voir Morin.
Gilles Morin (né le 20 juillet 1931) est un homme politique provincial canadien de l'Ontario. Il représente la circonscription de Carleton-Est à titre de député du Parti libéral de l'Ontario de 1985 à 1999. Il est brièvement ministre dans le cabinet du gouvernement de David Peterson.

## Biographie
Né à Dolbeau-Mistassini au Québec, Morin étudie au Séminaire de Québec, à l'Académie commerciale de Québec et à l'École supérieure Montcalm. Membre des forces régulières de l'Armée canadienne de 1951 à 1959, il sert en Corée avec le 3e bataillon du Royal 22e Régiment. Durant cette période, il est aide-de-camp des gouverneurs généraux Vincent Massey et Georges Vanier de 1957 à 1959 et sert également dans les Foot Guards de 1959 à 1964. Il quitte l'armée avec le rang de capitaine.
Morin devient par la suite courtier en valeur mobilière, ainsi que président de la caisse populaire Montfort pendant trois ans. En 1976, il occupe la fonction de directeur des services régionaux de l'Office de l'ombudsman de l'Ontario.

## Carrière politique
Élu député de Carleton-Est lors de l'élection de 1985, il défait le député progressiste-conservateur sortant Bob MacQuarrie avec une majorité de 7 000 voix. Les Libéraux formant un gouvernement minoritaire avec cette élection, Morin devient assistant président durant les deux années de la législature.
Facilement réélu en 1987, il occupe la fonction de ministre sans portefeuille responsable des aînés durant une brève période entre 2 août 1989 et le 1er octobre 1990.
À nouveau réélu en 1990, les Libéraux sont néanmoins défaits par les Néo-démocrates dirigé par Bob Rae. Il sert comme vice-président de l'Assemblée législative durant les cinq années de la législature.
Réélu en 1995, Morin continue de servir comme vice-président de l'Assemblée pendant les quatre années du mandat majoritaire des Progressistes-conservateur. Morin ne se représente pas en 1999. En 1996, il soutient la candidature de Dalton McGuinty à titre de chef du Parti libéral de l'Ontario.

## Après la politique
Depuis 1999, il est membre de la Ontario Highway Transport Board, régulant l'industrie du transport par autobus entre les communautés.